# Banyubang (Solokuro)
Banyubang is een bestuurslaag in het regentschap Lamongan van de provincie Oost-Java, Indonesië. Banyubang telt 2665 inwoners (volkstelling 2010).